# 15869 Tullius
15869 Tullius è un asteroide della fascia principale. Scoperto nel 1996, presenta un'orbita caratterizzata da un semiasse maggiore pari a 2,6307460 UA e da un'eccentricità di 0,1855855, inclinata di 12,14187° rispetto all'eclittica.
Il nome fa riferimento a Tullio Ostilio, antico re di Roma.